# Marguerite de Genève
Marguerite [Béatrice/Béatrix, Nicole] de Genève (parfois dite de Faucigny), morte très probablement en 1257, est issue de la maison de Genève et devient, par mariage avec Thomas Ier, comtesse de Savoie.

## Biographie

### Origines
Marguerite [Béatrice/Béatrix, Nicole], dont la date de naissance reste inconnue, serait la fille de Guillaume Ier, comte de Genève,,,. L'historien Eugene L. Cox, dans son ouvrage The Eagles of Savoy (1974), souligne que ce lien de parenté est désormais établi (« now seems established beyond reasonable doubt »).
Sa mère serait Marguerite-Béatrix, probable fille du seigneur Aymon Ier de Faucigny et de Clémence de Briançon,,,.
Marguerite-Béatrix [de Faucigny] serait sa mère et la seconde épouse du comte de Genève, veuf d'un premier mariage avec une princesse issue de la maison de Savoie,. Marguerite [Béatrice] aurait ainsi pour frère, issu du premier lit, Humbert, futur comte, et Guillaume, qui héritera du titre à la mort de son demi-frère.

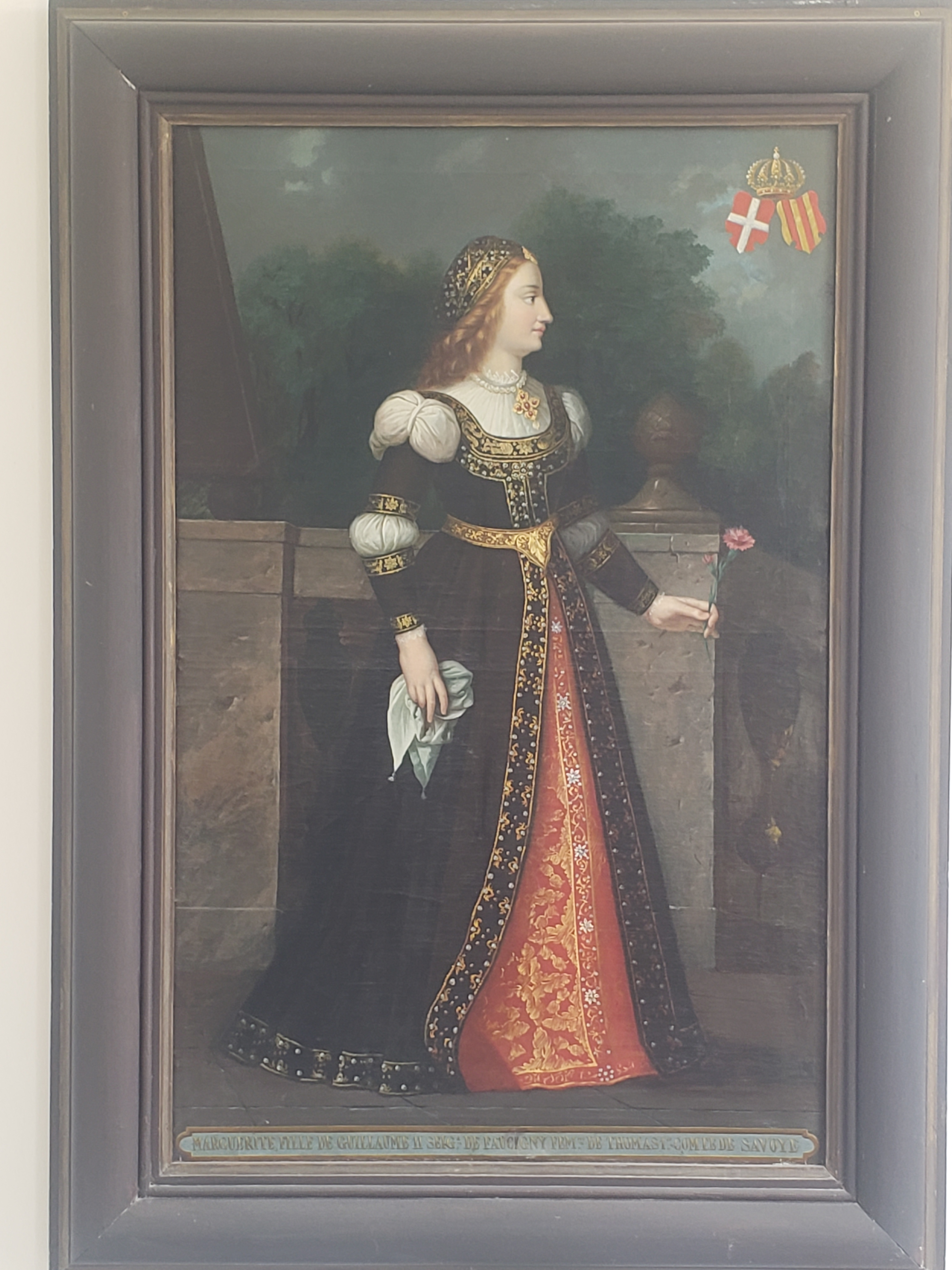
Portrait au château de Franqueville (Bizanos).

### Marguerite, Béatrice, Nicole?
Marguerite [Béatrice/Béatrix] épouse, vers 1196, le comte Thomas Ier de Savoie et devient, par son mariage, comtesse de Savoie,,.
Certains historiens ont distingué une Béatrix de Genève d'une Marguerite de Faucigny, considérant qu'il y aurait eu deux mariages,. Les auteurs du Régeste genevois (1866) annotent « Guichenon, Savoie, Pr. p. 56. Cet historien en donnant à cette comtesse de Savoie l'initiale M, dit que c'était la femme du comte Thomas, or tous les auteurs s'accordent aujourd'hui à reconnaître que Thomas n'a eu qu'une seule femme, Béatrix de Genève ». Plus récemment, le docteur en historiographie médiévale savoyarde et membre de l'Académie des sciences, belles-lettres et arts de Savoie, Daniel Chaubet, souligne, dans sa communication tenue lors du XXXIVe congrès des Sociétés savantes de Savoie (1992), que « Le problème du mariage de Thomas Ier a fait couler beaucoup d'encre. Guichenon lui donnait deux épouses, Béatrice de Genève, puis Marguerite de Faucigny. La plupart des Histoires de Savoie modernes ne lui en consentent qu'une, fille du comte de Genève (Ménabréa ; Plaisance ; Hayward ; Marie-José), ou ne précisent pas (Brondy, Demotz, Leguay, Guichonnet). P. Duparc indique que le comte épousa une fille de Guillaume Ier de Genève, prénommée Béatrice, Marguerite ou Nicole. » Il poursuit en indiquant, que déjà dans sa thèse sur l'historiographie savoyarde médiévale (1989), il s'appuyait sur un « document du 27-10-1221 […] en accord avec la Chronique de Aubry de Trois-Fontaines », que le site Internet de généalogie, Foundation for Medieval Genealogy (FMG) utilise également, pour affirmer que le comte de Savoie « s'était marié avec une Marguerite, fille d'un seigneur de Faucigny »
Quelques années auparavant, l'archiviste paléographe André Perret, dans une communication de l'année 1965, rappelait que les historiens « l'ont nommée tantôt Béatrice, Marguerite ou Nicole de Genève, tantôt Béatrice de Faucigny ». Cette confusion provient, selon lui, d'une mauvaise retranscription de l'auteur de la Chronique de l'abbaye d'Hautecombe.
La notice dédiée au comte Thomas Ier du site Internet sabaudia.org, site de mutualisation des ressources des Archives départementales de la Savoie et de la Haute-Savoie, la mentionne sous la forme « Beatrix de Genevois » Le site Internet de généalogie, Foundation for Medieval Genealogy (FMG), retient la forme Marguerite, tout en indiquant que certaines sources la mentionne Beatrix (« Marguerite is also called Beatrix in later sources »).

### Comtesse de Savoie
La Chronique de Savoye (XVe siècle), de Cabaret, historiographe du comte Amédée VIII, raconte que le comte de Genève destinait sa fille au roi de France,. Cependant, le comte Thomas, à la suite d'une rencontre avec Marguerite [Béatrice/Béatrix], serait tombé sous son charme et, sous les encouragements de celle-ci, lui aurait fait la promesse l'épouser. En raison de la rivalité entre les maisons de Genève et de Savoie, le père de Marguerite se serait ainsi opposé au mariage, amenant le comte Thomas à enlever la princesse,.
La comtesse est le sujet du poème Le Carros du troubadour provençal Raimbaut de Vaqueiras. Ainsi la "Madonna di Savoya est décrite comme la podestà de la cité mythique de Troie.
Selon le Régeste genevois (1866), qui reprend une affirmation de Joseph-Antoine Besson (1759), elle serait à l'origine de la fondation de l'abbaye Sainte-Catherine du Mont. Besson avance l'année 1179,,. Cette date est cependant débattue, certains auteurs lui préfère l'année 1228. François Mugnier, auteur d'une étude de l'abbaye, conscient du débat concernant l'existence d'une ou deux épouses, souligne cependant « Comme on l'a remarqué, Béatrix devait être bien jeune en 1179, et pouvait ne pas posséder alors les ressources suffisantes pour faire bâtir un établissement religieux un peu important. Il n'en aurait pas été ainsi en 1189, et surtout en 1199, si l'on pense qu'il manque deux x dans la copie de la fondation. A cette dernière date, Béatrix se trouvait en effet depuis quatre ou cinq ans l'épouse de Thomas Ier, et pouvait puiser, soit dans ses propres biens, soit clans ceux de son mari, les fonds nécessaires à son œuvre. »
Vers 1228, la comtesse de Savoie (Béatrix pour Guichenon) « accorde des lettres de garde et protection à la chartreuse d'Arvières ».
La dernière mention de son nom dans un document est une donation en sa faveur, faite le 21 mai 1256, par son fils, Philippe Ier. Elle dite comitissa Sabaudia, karissima mater sua.

### Mort et sépulture
La date de mort de Marguerite [Béatrice/Béatrix] fait débat. Emmanuel-Philibert de Pingon (Pingonio Chronicon), d'après l'inscription sur sa sépulture, indique que la date serait le 8 avril 1257,, (Anno Domini MCCXXX sexto idus Aprilis),,.
André Perret (1965) indique que l'auteur de la Chronique d'Hautecombe avait placé sa mort, par erreur, en 1230. Par ailleurs, les auteurs du Régeste genevois (1866) donnaient pour date de son inhumation le 13 avril 1236,.
Son corps est inhumé dans l'abbaye d'Hautecombe,, nécropole de la maison de Savoie, tout comme huit de ses enfants.

## Descendance
Le nombre d'enfants du couple varie. Guichenon (1660) mentionnait quatorze enfants — Amé, Humbert, Thomas, Aymon, Guillaume, Amé, Pierre, Philippe, Leonor, Marguerite, Boniface, Beatrix, Alix, Agathe, Avoy — auxquels il ajoute deux enfants naturels du comte (Berold, Benoist). Le chiffre de dix — huit garçons et deux filles — est celui retenu par les principaux auteurs de la période,,,. Toutefois, certains sources — Sabaudia.org, le site Internet de généalogie MedLands — avancent jusqu'à neuf autres enfants. L'aîné héritera des titres et droits de son père, quant aux puînés, ils intègreront les ordres. Toutefois, deux d'entre-eux auront à porter le titre de comte à la mort de leur frère :
- Amédée IV (1197 † 1253), comte de Savoie (1233-1253), ∞ (1) Anne de Bourgogne, (2) Cécile des Baux. Père de Boniface, comte de Savoie à sa suite (1253 † 1263) ;
- Béatrix (1198 † 1267), ∞ (1219) Raymond Bérenger, comte de Provence, dont quatre filles qui toutes deviendront reines ;
- Marguerite (1212 † 1273), ∞ (1218) Hartmann IV († 1264), comte de Kybourg ;
- Humbert († 1223 en Hongrie) ;
- Aimon/Aymon († 1238 ou 1242[24], peut-être de la lèpre[2],[25]), apanagé en Vieux Chablais, seigneur d'Agaune, de Moudon, de Chillon, de Villeneuve ;
- Thomas II (1199 † 1259), apanagé en Piémont (1235-1259), comte de Flandre (1237-1244) par son premier mariage ; il assure, par les fils nés de ses deuxièmes noces avec Béatrice Fieschi, la succession de Piémont (Thomas III), de Savoie (Amédée V, comte de Savoie (1285-1323), et de Vaud (Louis Ier) ;
- Guillaume († 1239), évêque de Valence (1224-1239), puis prince-évêque de Liège et de Winchester (1238-1239) ;
- Pierre II, dit le Petit Charlemagne (1203 † 1268), comte de Savoie, à la suite de son neveu (1263-1268) ;
- Boniface (1207 † 1270), évêque de Belley (1232-1241), archevêque de Canterbury (1246-1270) ;
- Philippe Ier (1207 † 1285), archevêque de Lyon et évêque de Valence (1246-1267), puis comte de Savoie, à la suite de son frère (1268-1285).

D'autres enfants sont parfois ajoutés à la fratrie, quatre pour le site MedLands (¹), ou cinq selon l'article dédié sur le site Sabaudia.org (²) :
- Aymon († 1238), seigneur de Valley² ;
- Humbert († 1226)² ;
- deux filles mortes avant 1254¹ ;
- Alice († 1277), abbesse de Saint-Pierre de Lyon en 1250¹’² ;
- Agathe († après 1279), abbesse de Saint-Pierre de Lyon¹’².